# Coccura suwakoensis
Coccura suwakoensis är en insektsart som först beskrevs av Kuwana och Toyoda 1915.  Coccura suwakoensis ingår i släktet Coccura och familjen ullsköldlöss. Inga underarter finns listade i Catalogue of Life.